# Bessieres Island
Bessieres Island ist eine kleine Insel 23 Kilometer vor der Küste von Nord-West-Australien.
Sie ist unbewohnt, es existiert aber ein Leuchtturm. Verwaltungsmäßig ist die Insel Teil der Ashburton Shire.